# Claire Kelly Schultz

Claire Kelly Schultz vor einer Tafel hinter einem Tisch mit Papieren und Büchern

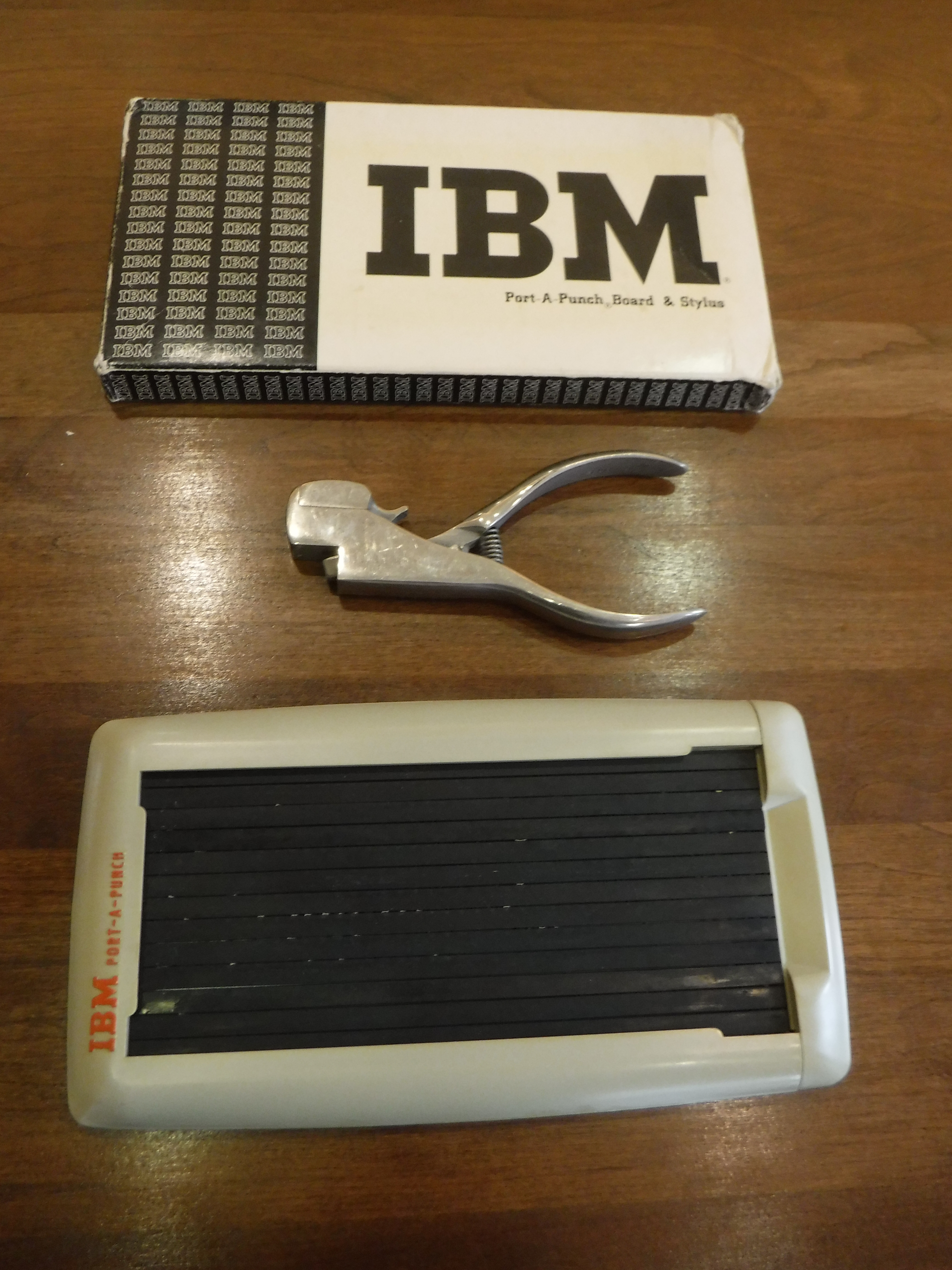
IBM 101 Kartenstanze, ursprünglich im Besitz von Claire Kelly Schultz, heute in der Sammlung Claire Schultz, 1960

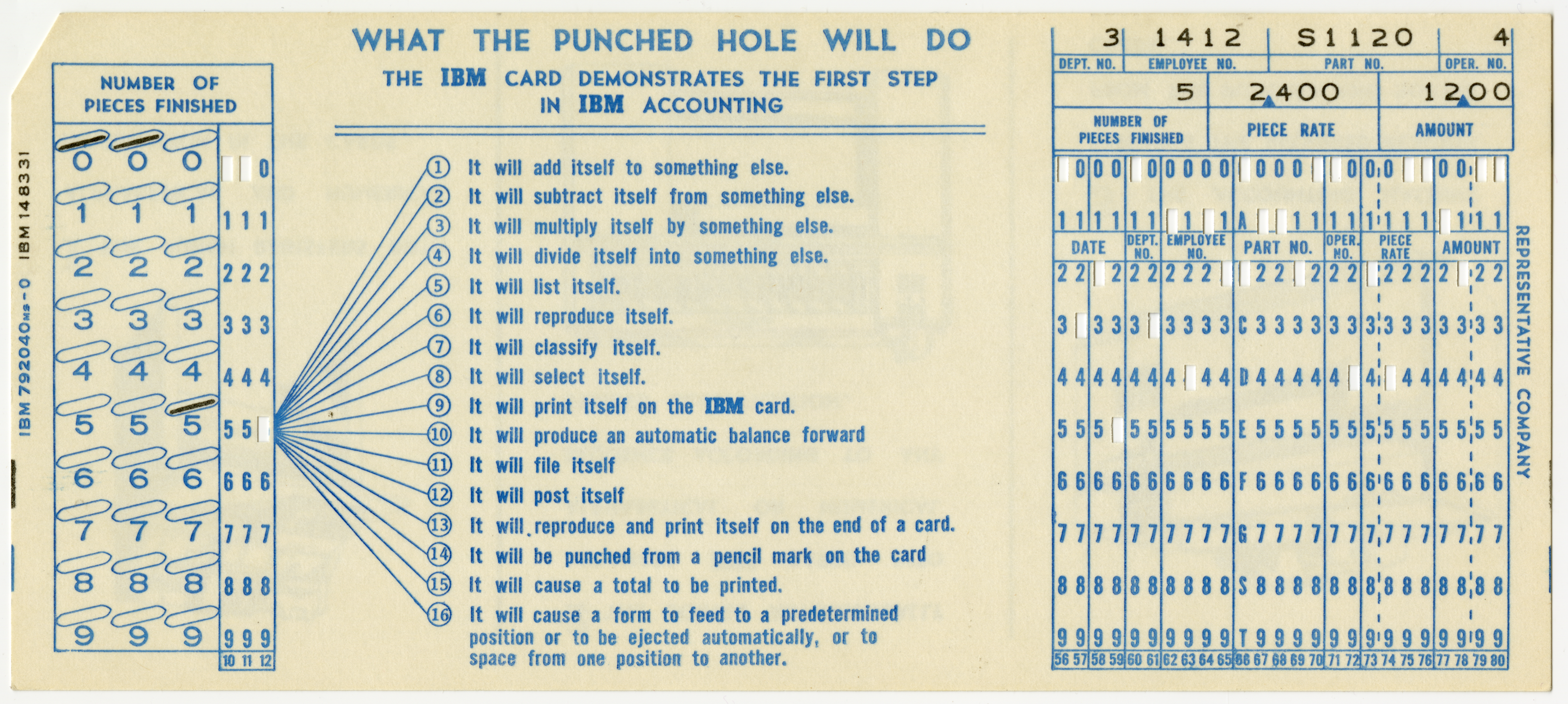
IBM 101 Lochkarte, ca. 1960, ursprünglich im Besitz von Claire Kelly Schultz, heute in der Sammlung Claire Schultz, 1960 Science History Institute

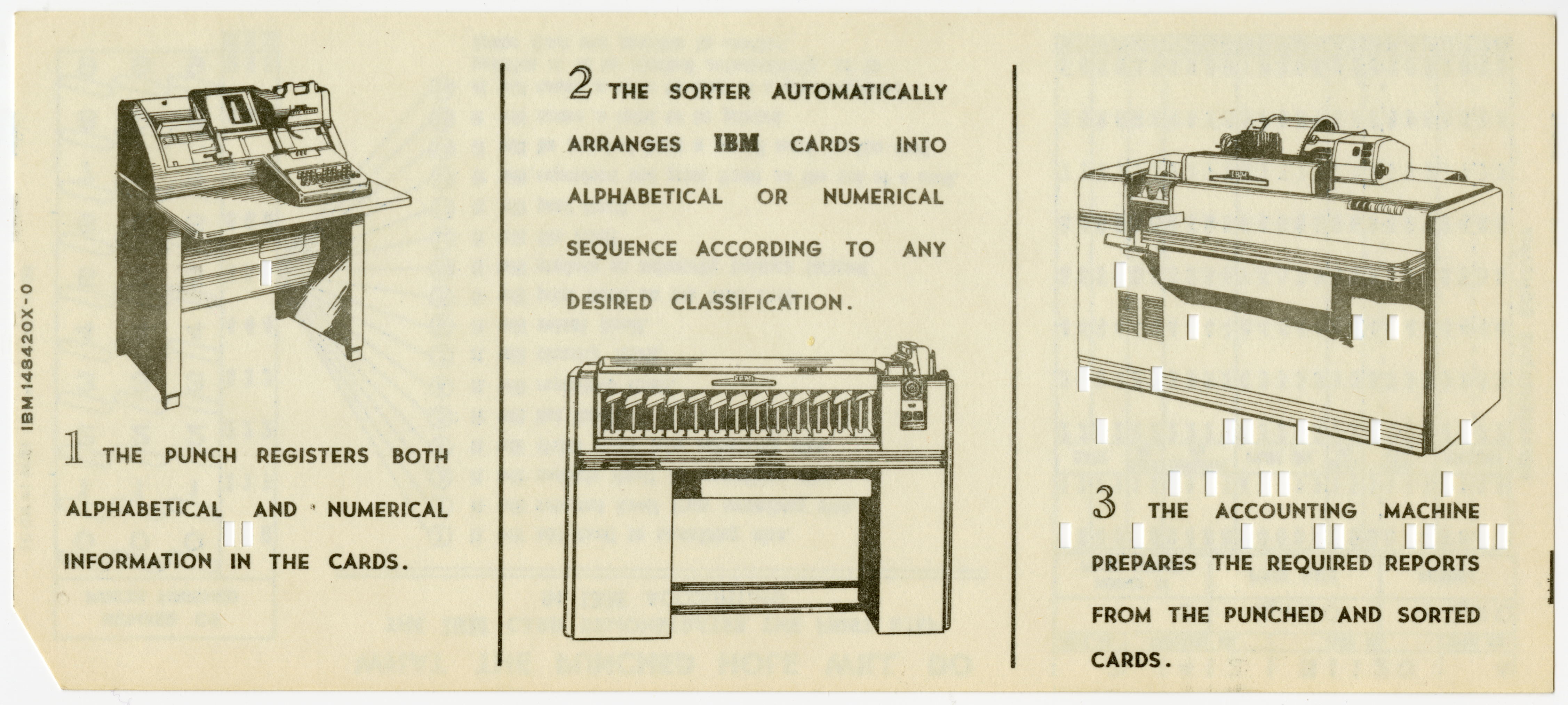
IBM 101 Lochkarte, rückseitig, ca. 1960, ursprünglich im Besitz von Claire Kelly Schultz, heute in der Sammlung Claire Schultz, 1960, Science History Institute

 Claire Kelly Schultz (* 17. November 1924 in Etters, Pennsylvania; † 28. Mai 2015 in Line Lexington, Pennsylvania) war eine US-amerikanische Bibliothekarin, Informatikerin und Hochschullehrerin. Sie beschäftigte sich mit der Verbindung von Bibliothekswissenschaft und computergestützter Informationswissenschaft und ist bekannt für ihre Arbeit im Thesaurusbau und in der maschinengestützten Indizierung. Sie entwickelte eine erfolgreiche Lochkartensortiermethode mit boolescher Logik.

## Leben und Werk
Schultz war die Tochter von Joseph und Mary (Ross) Kelly geboren. Mit 16 Jahren schloss sie die High School ab und besuchte das Juniata College, wo sie 1944 ihren Bachelor of Science in Chemie, Biologie erhielt. Sie bewarb sich am Woman’s Medical College of Pennsylvania, wurde aber aufgrund ihres Alters zunächst abgelehnt. Das nächste Jahr verbrachte sie als Krankenschwester im Philadelphia State Hospital in Byberry im Rahmen eines Quäker-Programms zur humanen Behandlung von Geisteskranken. Dort lernte sie den Kriegsdienstverweigerer und Wärter Wallace L. Schultz kennen, den sie 1945 heiratete. Während eines Großteils ihrer Ehe war sie die Hauptverdienerin der Familie, während ihr Ehemann die Verantwortung für die Erziehung der vier Kinder übernahm.
Von 1945 bis 1946 studierte sie am Woman’s Medical College of Pennsylvania und wurde mit ihrem ersten Kind schwanger und musste daraufhin das College verlassen. Von 1946 bis 1948 arbeitete sie am Wistar Institut of Anatomie and Biology als Bibliothekarin und bald als Laborassistentin. Anschließend fand sie eine besser bezahlte Stelle als Bibliothekarin bei der Chemiefirma Sharp & Dohme in Glenolden, Pennsylvania (später Merck, Sharp & Dohme), wo sie bis 1957 einige ihrer frühen Forschungen mit der Maschinenliteratursuche mit den elektronischen Sortierern von Remington Rand begann. Sie und Robert Ford überzeugten das Unternehmen, dass die IBM 101, die 1950 nur beim United States Census Bureau verwendet wurde, angepasst werden könnte, um Lochkartensuchen durchzuführen.
Schultz studierte neben ihrer Tätigkeit an der Drexel University und erhielt 1952 ihren Master in Bibliothekswissenschaft. Ihre Arbeit machte John William Mauchly, den Entwickler des Univac-Computers, auf sie aufmerksam, der sie von 1958 bis 1961 anstellte, um für ihn an Problemen beim Abrufen von Informationen zu arbeiten. Von 1961 bis 1970 war sie wissenschaftliche Mitarbeiterin am Institute for Advancement of Medical Communications in Philadelphia und von etwa 1972 bis zu ihrer Pensionierung war sie Direktorin der Bibliotheken am Medical College of Pennsylvania.
In den frühen 1960er Jahren war sie an der Automatisierung der Technischen Informationsagentur der Streitkräfte (ASTIA) beteiligt, ebenso wie an der Entwicklung von Systemspezifikationen für die bibliografische Datenbank MEDLINE der United States National Library of Medicine.
1962 war sie die erste weibliche Präsidentin des American Documentation Institute (heute: American Society for Information Science and Technology). Sie war auch an der Gründung von Information Science Abstracts beteiligt, die erstmals 1966 erschienen.
Von 1973 bis 1982 war sie Professorin für Informationswissenschaft und Bibliotheksdirektorin am Medical College of Pennsylvania, wo sie am Aufbau der Florence A. Moore Library of Medicine beteiligt war. Sie unterrichtete verschiedene Kurse in Informationswissenschaft an der Drexel University und am Medical College of Pennsylvania.
Sie versuchte als eine der ersten, die Geschichte der Informationswissenschaft zu dokumentieren und verfasste eine Reihe von Artikeln über Spezialbibliotheken, Dokumentation, Informationsbeschaffung, Indexierung und Thesaurus-Konstruktion. Eine vollständige Bibliographie ihrer Werke befindet sich bei der Oral History bei der Chemical Heritage Foundation. Ihre Papiere sind beim Charles Babbage Institute der University of Minnesota hinterlegt.
Schultz starb im Alter von 90 Jahren an Alzheimer.

## Auszeichnung
- 1980: ASIS Award of Merit, American Society for Information Science[3]

## Veröffentlichungen (Auswahl)
- Thesaurus of Information Science Terminology. Rowman & Littlefield, 1979, ISBN 978-0-8108-1156-0.